# 苯丙素
苯丙素是一个有机化合物家族，植物通过莽草酸途径代謝後會產生苯丙氨酸和酪氨酸，苯丙氨酸和酪氨酸可以合成苯丙素。許多植物內都含有苯丙素。它可以參與抵禦紫外线、食草动物和病原体。